# 馮曾
馮曾（？—？年），錦衣衛軍籍，直隶河间府河間縣人。明朝政治人物。

## 生平
弘治十七年（1504年）甲子科順天鄉試举人，正德九年（1514年）甲戌科二甲七十一名進士，授户部主事，嘉靖二年（1523年）任湖州府知府，四年調九江府知府。